# DAF 46
La DAF 46, piccola autovettura prodotta dall'olandese DAF, successe alla DAF 44 nel 1974.

## Il contesto
Al pari di tutte le altre auto della casa era dotata di cambio automatico Variomatic, ma per la prima volta era dotato di una sola cinghia per consentire la variazione automatica. Questa soluzione aveva ovviamente il pregio di una maggiore semplicità ma anche il problema di una certa fragilità e l'ovvia impossibilità di proseguire la marcia in caso di rottura.
Curiosamente questo è l'unico modello di auto che continuò ad essere prodotto sotto il marchio DAF anche dopo l'acquisizione del reparto automobilistico del gruppo da parte della Volvo avvenuto nel 1975.
La vettura era equipaggiata da un classico motore boxer da 844 cm³ di cilindrata e da 34 CV di potenza in grado di far raggiungere all'auto la velocità massima di 123 km/h.
Anche di questa vettura, oltre alla versione classica di berlina 2 porte e 4 posti, vennero posti in vendita una versione dotata di portellone posteriore ed una Van per il trasporto di merci.